# Al Masino
Alfred Albert Masino, detto Al (Richmond, 5 febbraio 1928 – Wesbter, 16 agosto 2006), è stato un cestista statunitense, professionista nella ABL e nella NBA.

## Palmarès
- Campione ABL (1951)